# Кримський похід на Московщину (1541)
Кримський похід на Московщину 1541 року — великий похід кримської армії на чолі з ханом Сахіб Ґераєм, за підтримки турків і ногаїв на Москву влітку 1541 року. Похід був здійснений із метою погрому московських територій, а також захоплення полонених, подібно до успішного Кримського походу 1521 року.

## Передумови
Причинами конфлікту між Москвою і Кримом стало загострення російсько-казанських протиріч. Будучи казанським союзником, кримський хан Сахіб Ґерай вирішив використовувати можливість для нападу і попросив допомоги у турецького султана. Отримавши від султана військо яничар та артилерію, хан виступив у похід на Москву.
Похід почався 5 липня 1541 року. У російській столиці практично відразу дізналися про приготування хана. Його військо доходило до 40 тис. чоловік, у числі яких до тисячі мушкетерів-тюфенгчі з 60 фальконетами. За повідомленням літописів зі слів російських втікачів, татар, які виступили в похід, було до 100 тисяч і більше. Татари рухалися на Москву тим же шляхом, що і в 1521 році.
Для відбиття нападу були прийняті серйозні заходи. Основні сили були зосереджені у Коломні, ними командував Дмитро Бєльський. Інші полки зайняли позиції на Оці. У Зарайська військами командували князь Василь Срібний, під Рязанню — Михайло Трубецькой, у Тулі — Іван Хворостинін, у Калузі — Роман Одоєвський.
Російські війська складалися приблизно із 25-30 тисяч ратних людей і при цьому полки були розтягнуті уздовж всієї Оки від Калуги до Рязані і Тули.

## Вторгнення
До кінця липня 1541 року татарські війська увійшли на територію Росії. Першим містом на їхньому шляху став Зарайськ, проте взяти його татари не змогли. Зазнавши невдачі, татари відступили від Зарайська і рушили до Оки, куди виступили і російські війська. Одночасно з цим Москву готували до оборони.
Вранці 30 липня кримська армія вийшла до Оки поблизу Ростиславля, до протилежного берега в цей час вийшли російські полки. Під прикриттям артилерійського вогню, татари почали переправлятися через річку, але прибуття до росіян резервів змусило кримського хана зупинити наступ і відвести війська до табору. До вечора на лівому березі Оки зібралися проти татарського війська вже практично все російське військо, очікувався підхід ще близько 2-2,5 тисячі вершників. Згідно з російськими літописами, московські гармаші в артилерійській дуелі виявилися вправнішим за турецьких, «многих татар побиша царевых добре и у турок многие пушки разбиша». Сахіб Ґерай не наважився продовжити бій, який міг призвести до загибелі його армії, і вранці наступного дня відступив від Оки. Кримська армія рушила в напрямку Пронська.
3 серпня татари взяли в облогу місто, Пронськ зазнав сильного артилерійського обстрілу, потім татари пішли на штурм. Захисники міста відбили напади, і татари змушені були відійти від міських мурів. Наступної ночі, дізнавшись про наближення російської армії, кримський хан кинув свою артилерію і почав відводити війська у степ. У результаті кримським татарам вдалося переправитися через Дон до підходу росіян. Син кримського хана Емін Ґерай із частиною війська відокремився від основної армії і напав на околиці Одоєва. Але татарський загін наздогнали полки Володимира Воротинського і розбили. Воротинський змусив Емін Ґерая втікати, перебивши у битві багатьох татар, а взятих полонених — відіслав до Москви на підтвердження своєї перемоги. Кримські татари тікали до степу.

## Наслідки
Успішне відбиття навали 1541 року призвело до перенесення московської оборонної лінії набагато південніше старої. Новий рубіж пройшов по лінії фортець: Козельськ — Одоєв — Тула — Зарайськ — Переяславль-Рязанський.
Вторгнення 1541 року стало першим в історії зіткненням російських і турецьких військ (які діяли у складі армії кримського хана) і багато в чому послугувало прологом майбутніх російсько-турецьких воєн.

## Першоджерела
- Лицевий літописний звід